# Lista de veículos da Volkswagen

A Volkswagen, principal marca do Grupo Volkswagen, produz diversos modelos desde a sua criação, abrangendo veículos de passeio e veículos comerciais. Também oferece produtos globais e regionais, especialmente para grandes mercados, como Europa, China e América Latina.
O relatório anual da Volkswagen em 2022 relatou que o modelo mais vendido da marca Volkswagen globalmente foi o Tiguan, seguido pela linha do segmento B do Polo, Virtus, Nivus e Taigo, e Passat/Magotan.

## Modelos atuais

### Veículos de passageiros
Veículos exclusivos da América Latina        Veículos exclusivos da China        Outros veículos que não são vendidos no Mercado Europeu.
| Tipo            | Modelo | Modelo | Modelo                                  | Modelo | Geração atual | Geração atual                              | Plataforma | Descrição detalhada |
| Tipo            |        | Foto   | N                                       |        | introdução    | Mercados principais                        | Plataforma | Descrição detalhada |
| --------------- | ------ | ------ | --------------------------------------- | ------ | ------------- | ------------------------------------------ | ---------- | --- |
| Hatchback       |        |        | Golf                                    | 1974   | 2019          | Global                                     | MQB Evo    | Hatchback do Segmento C |
| Hatchback       |        |        | ID.3                                    | 2019   | 2019          | Europa e China                             | MEB        | Elétrico , Hatchback do Segmento C |
| Hatchback       |        |        | Polo                                    | 1975   | 2009          | Global (exceto América do Norte e a Índia) | PQ26       | Hatchback ou supermini do Segmento B.Duas gerações (Mk5 e Mk6) estao sendo produzidas simultaneamente para certos mercados.                                                                                          |
| Hatchback       |        |        | Polo                                    | 1975   | 2017          | Global (exceto América do Norte e a Índia) | MQB A0     | Hatchback ou supermini do Segmento B.Duas gerações (Mk5 e Mk6) estao sendo produzidas simultaneamente para certos mercados.                                                                                          |
| Sedan/ liftback |        |        | Arteon/CC                               | 2017   | 2017          | China, etc.                                | MQB        | Fastback do Segmetno C ou cupê de 4 portas. Sucessor do Volkswagen CC. |
| Sedan/ liftback |        |        | Bora                                    | 1999   | 2018          | China                                      | MQB        | Modelo irmão do lavida. Feito exclusivamente pela FAW-Volkswagen. |
| Sedan/ liftback |        |        | ID.7                                    | 2023   | 2023          | Europa e China                             | MEB        | Eletrico Liftback do segmento D. Construído sobre uma plataforma MEB dedicada ao veículo. |
| Sedan/ liftback |        |        | Jetta/ Sagitar/ Vento                   | 1979   | 2018          | Américas, China e Oriente Médio            | MQB A1     | Sedã compacto (segmento C). Historicamente, uma versão sedã do Golf. Vendido como Vento na Argentina e no Uruguai. O Sagitar é a versão chinesa do Jetta com maior distância entre-eixos.                            |
| Sedan/ liftback |        |        | Lamando                                 | 2014   | 2022          | China                                      | MQB Evo    | Um cupê de quatro portas ou um sedã de teto baixo para o mercado chinês, no mesmo segmento do Sagitar. Fabricado exclusivamente pela SAIC-Volkswagen.                                                                |
| Sedan/ liftback |        |        | Lavida                                  | 2008   | 2018          | China                                      | MQB A1     | Modelo irmão do Bora. Foi o modelo mais vendido da Volkswagen na China.[1] Fabricado exclusivamente pela SAIC-Volkswagen.                                                                                            |
| Sedan/ liftback |        |        | Magotan                                 | 2005   | 2024          | China                                      | MQB Evo    | A versão chinesa do Passat B9 com um entre-eixo mais longo.. |
| Sedan/ liftback |        |        | Passat                                  | 1973   | 2019          | China                                      | MQB A2     | Sedãs desenvolvidos para o mercado chinês, diferentemente do Passat europeu. Fabricados exclusivamente pela SAIC-Volkswagen.                                                                                         |
| Sedan/ liftback |        |        | Passat Pro                              | 1973   | 2024          | China                                      | MQB Evo    | Sedãs desenvolvidos para o mercado chinês, diferentemente do Passat europeu. Fabricados exclusivamente pela SAIC-Volkswagen.                                                                                         |
| Sedan/ liftback |        |        | Virtus / Polo Sedan / Lavida XR         | 2017   | 2017          | América Latina, Índia e China              | MQB A0     | Versão sedan do Polo Mk6. Atualmante produzido e divulgado na América Latina, Índia e China. |
| Station wagon   |        |        | Arteon Shooting Brake/CC Shooting Brake | 2020   | 2020          | Europa, China e outros...                  | MQB        | Shooting brake versão do Arteon. |
| Station wagon   |        |        | Golf Variant/ Sportwagen                | 1993   | 2020          | Europa, etc.                               | MQB Evo    | Versão perua do Golf. O modelo Alltrack sendo a versão inspirada em crossover. |
| Station wagon   |        |        | ID.7 Tourer                             | 2024   | 2024          | Europa                                     | MEB        | Versão perua do ID.7. |
| Station wagon   |        |        | Passat                                  | 1973   | 2023          | Europa, etc.                               | MQB Evo    | O Passat está disponível no mercado europeu apenas como perua desde 2023. |
| Crossover SUV   |        |        | Atlas/ Teramont                         | 2017   | 2017          | Américas, China e Oriente Médio.           | MQB        | SUV crossover de médio porte com três fileiras de bancos para os mercados norte-americano e chinês. Também vendido em outros mercados selecionados com volante à esquerda, incluindo América Latina e Oriente Médio. |
| Crossover SUV   |        |        | Teramont Pro                            | 2017   | 2025          | Américas, China e Oriente Médio.           | MQB Evo    | SUV crossover de médio porte com três fileiras de bancos para os mercados norte-americano e chinês. Também vendido em outros mercados selecionados com volante à esquerda, incluindo América Latina e Oriente Médio. |
| Crossover SUV   |        |        | Atlas Cross Sport / Teramont X          | 2019   | 2019          | Américas, China                            | MQB        | Versões de duas fileiras do Atlas/Teramont regular com teto traseiro inclinado. |
| Crossover SUV   |        |        | ID.4                                    | 2020   | 2020          | Global                                     | MEB        | SUV crossover totalmente elétrico do segmento C construído sobre uma plataforma dedicada para veículos elétricos (plataforma MEB).                                                                                   |
| Crossover SUV   |        |        | ID.5                                    | 2021   | 2021          | Europa, etc.                               | MEB        | Versão SUV crossover cupê do ID.4. |
| Crossover SUV   |        |        | ID.6                                    | 2021   | 2021          | China                                      | MEB        | SUV crossover totalmente elétrico de três fileiras de assentos do segmento D, construído sobre uma plataforma dedicada para veículos elétricos (plataforma MEB).                                                     |
| Crossover SUV   |        |        | ID. UNYX 06                             | 2024   | 2024          | China                                      | MEB        | SUV crossover totalmente elétrico do segmento C, renomeado Cupra Tavascan com pequenas mudanças estéticas, vendido apenas na China.                                                                                  |
| Crossover SUV   |        |        | T-Cross/ Tacqua/ Taigun/ Tharu XR       | 2019   | 2019          | Global ( exceto América do Norte)          | MQB A0     | SUV crossover do segmento B construído sobre a plataforma MQB A0. Produto global, mas não vendido na América do Norte.                                                                                               |
| Crossover SUV   |        |        | T-Roc                                   | 2017   | 2017          | Europa, China, etc.                        | MQB A1     | SUV crossover do segmento C. Disponível principalmente na Europa e na China, mas também vendido na Turquia e em Israel.                                                                                              |
| Crossover SUV   |        |        | Taos/Tharu                              | 2018   | 2018          | China e Américas.                          | MQB A1     | SUV crossover compacto (segmento C) construído sobre a plataforma MQB A1. Parente do Jetta VS5, SEAT Ateca e Škoda Karoq. Chamado de Tharu na China e Taos nas Américas.                                             |
| Crossover SUV   |        |        | Tera                                    | 2025   | 2025          | América Latina                             | MQB A0     | SUV crossover compacto (segmento B) construído acima do MQB A0 do Grupo Volkswagen |
| Crossover SUV   |        |        | Taigo/Nivus                             | 2020   | 2020          | Europa, América Latina, etc.               | MQB A0     | SUV crossover rebaixado, baseado principalmente no Polo Mk6. Ele é conhecido como Taigo na Europa e Nivus no Brasil.                                                                                                 |
| Crossover SUV   |        |        | Talagon                                 | 2021   | 2021          | China                                      | MQB Evo    | SUV crossover de três fileiras de assentos, de tamanho normal, para o mercado chinês, acima do Tavendor. Fabricado exclusivamente pela FAW-Volkswagen.                                                               |
| Crossover SUV   |        |        | Tavendor                                | 2022   | 2022          | China                                      | MQB Evo    | SUV crossover grande com duas fileiras de assentos para o mercado chinês, abaixo do Talagon. Fabricado exclusivamente pela FAW-Volkswagen.                                                                           |
| Crossover SUV   |        |        | <b id="mwAlE">Tayron (Mk1)</b>          | 2018   | 2018          | China                                      | MQB A2     | Modelo irmão do Tiguan. Fabricado exclusivamente pela FAW-Volkswagen. |
| Crossover SUV   |        |        | Tayron (Mk2) / Tiguan                   | 2018   | 2024          | Global                                     | MQB Evo    | SUV crossover de médio porte. Sucessor do Tiguan Allspace, comercializado como Tiguan nas Américas. |
| Crossover SUV   |        |        | Tiguan (Mk2)                            | 2008   | 2016          | Global                                     | MQB A2     | SUV crossover compacto (segmento C) construído na plataforma MQB A2. |
| Crossover SUV   |        |        | Tiguan (Mk3)                            | 2008   | 2023          | Global                                     | MQB Evo    | SUV crossover compacto (segmento C) construído na plataforma MQB A2. |
| Crossover SUV   |        |        | Touareg                                 | 2002   | 2018          | Global (exceto América do Norte, etc.)     | MLB Evo    | Primeiro SUV crossover já construído pela Volkswagen. Um modelo SUV de luxo emblemático construído sobre a plataforma MLB Evo.                                                                                       |
| MPV/ minivan    |        |        | Caddy Life                              | 2007   | 2020          | Europa, etc.                               | MQB        | Versao de pasageiro do Caddy. |
| MPV/ minivan    |        |        | <b id="mwArI">Caddy California</b>      | 2020   | 2020          | Europa, etc.                               | MQB        | Baseado no Caddy. |
| MPV/ minivan    |        |        | Caravelle                               | 1950   | 2024          | Europa, etc.                               | Ford Pro   | Segmento D/Grande MPV baseado na Ford Transit Custom (desde 2024), variante de passageiros do Transporter. |
| MPV/ minivan    |        |        | Grand California                        | 2019   | 2019          | Europa, etc.                               | MNB        | Campervan baseado no Crafter. |
| MPV/ minivan    |        |        | ID. Buzz                                | 2022   | 2022          | Europa, América do Norte, etc.             | MEB        | Elétrico Minivan elétrica a bateria construída acima da plataforma MEB |
| MPV/ minivan    |        |        | Multivan                                | 1990   | 2021          | Europa, etc.                               | MQB Evo    | Segmento D/MPV grande baseado no MQB Evo, anteriormente baseado no Transporter. |
| MPV/ minivan    |        |        | California                              | 1989   | 2024          | Europa, etc.                               | MQB Evo    | Van de acampamento baseado no T7 Multivan. |
| MPV/ minivan    |        |        | Touran                                  | 2003   | 2015          | Europa, etc.                               | MQB        | Monovolume compacto de três fileiras. Atualmente descontinuado em diversos mercados. |
| MPV/ minivan    |        |        | Viloran                                 | 2020   | 2020          | China                                      | MQB A2     | Minivan grande de três fileiras com portas deslizantes para o mercado chinês. Fabricada exclusivamente pela SAIC-Volkswagen.                                                                                         |

### Veículos Comerciais Volkswagen
| Estilo do corpo | Modelo | Modelo | Modelo                    | Modelo                 | Geração atual | Geração atual              | Plataforma                                              | Descrição do veículo |
| Estilo do corpo |        | Imagem | Nome(s)                   | Introdução (ano cal. ) | Introdução    | Principais mercados        | Plataforma                                              | Descrição do veículo |
| --------------- | ------ | ------ | ------------------------- | ---------------------- | ------------- | -------------------------- | ------------------------------------------------------- | --- |
| Van             |        |        | Caddy                     | 1990                   | 2020          | Europa, etc.               | MQB                                                     | Veículo para atividades de lazer ou pequena van . Disponível como van com janela (Caddy Life) ou furgão.                 |
| Van             |        |        | Artesão                   | 2006                   | 2017          | Europa, etc.               | MNB (Plataforma modular para veículos comerciais leves) | Van grande. Também vendida como MAN TGE.                                                                                 |
| Van             |        |        | Identificação. Buzz Cargo | 2022                   | 2022          | Europa, etc.               | MEB                                                     | Versão van do ID. Buzz.                                                                                                  |
| Van             |        |        | Transportador             | 1949                   | 2024          | Europa, etc.               | Ford Pro                                                | Van de médio porte. Disponível como furgão.                                                                              |
| Picape          |        |        | Amarok                    | 2010                   | 2010          | América latina             |                                                         | Picape de médio porte. A primeira e a segunda gerações são atualmente produzidas em paralelo para determinados mercados. |
| Picape          |        |        | Amarok                    | 2010                   | 2022          | Europa, Austrália e África | Ford T6                                                 | Picape de médio porte. A primeira e a segunda gerações são atualmente produzidas em paralelo para determinados mercados. |
| Picape          |        |        | Saveiro                   | 1983                   | 2023          | América latina             | PQ24                                                    | Caminhonete compacta baseada no Gol .                                                                                    |

## Ex-modelos

### Modelos refrigerados a ar
- Volkswagen Fusca (Tipo 1) (1938–2003).
- Volkswagen Kübelwagen (1940–1945) veículo militar leve.
- Volkswagen Kommandeurswagen (1941–1944) carro oficial da Wehrmacht.
- Volkswagen Schwimmwagen (1942–1944).
- Volkswagen Tipo 18A (1949–?).
- Volkswagen Hebmüller Cabriolé (1949–1953).
- Volkswagen Karmann Ghia (1955–1975, também vendido como Tipo 34 Karmann Ghia, 1500 Karmann Ghia Coupe).
- Volkswagen 1500/1600 (Tipo 3) (1961–1973).
- Volkswagen Tipo 147 Kleinlieferwagen (1964–1974).
- Volkswagen 411/412 (Tipo 4) (1967–1973).
- Volkswagen Country Buggy (1967–1969).
- Volkswagen 181 (1968–1983, também vendido como Kurierwagen, Trekker, Thing, Safari).
- Volkswagen-Porsche 914 (1969–1976, também vendido como Porsche 914 ).
- VolkswagenSP1/SP2 (1973–1976).
- Volkswagen Brasília (1973–1982).
- Volkswagen Gacel (1983–1991).
- Volkswagen Senda (1991–1994).

### Modelos refrigerados a água
- Volkswagen K70 (1968–1972).
- Volkswagen Scirocco (1974–2017).
- Volkswagen Dasher (1974–1982).
- Volkswagen Coelho (1975–1984).
- Volkswagen Derby (1977–1985), (1995–2009, também vendido como Polo Classic).
- Volkswagen Caribe (1977–1987).
- Volkswagen Iltis (1978–1988).
- Volkswagen Cabriolé (1979–2002).
- Volkswagen Cabrio (1979–2002).
- Volkswagen Gol (1980–2023).
- Volkswagen Atlântico (1981–1984).
- Volkswagen Santana (1981–2022).
- Volkswagen Quantum (1982–1988).
- Volkswagen Parati (1982–2013).
- Viagem Volkswagen (1983–2023).
- Volkswagen Corsar (1984–1988).
- Volkswagen CitiGolf (1984–2009).
- Volkswagen Carat (1987–1991).
- Volkswagen Corrado (1988–1995).
- Volkswagen Tarô (1989–1997).
- Volkswagen Apolo (1990–1992).
- Volkswagen Logus (1993–1997).
- Ponteiro Volkswagen (1994–1996).
- Volkswagen Sharan (1995–2022).
- Volkswagen Polo Praia (1996–2006).
- Volkswagen New Beetle (1997–2011).
- Volkswagen Jetta King (1997–2010).
- Volkswagen Lupo (1998–2005).
- Volkswagen Phaeton (2002–2016).
- Volkswagen Fox (2003–2021).
- Volkswagen Golf Plus (2004–2014).
- Volkswagen Passat Lingyu (2005–2011).
- Volkswagen Eos (2006–2016).
- Volkswagen Suran/SpaceFox (2006–2019).
- Volkswagen Routan (2008–2014).
- Volkswagen Clássico (2010–2014).
- Volkswagen Jetta Pioneiro (2010–2013).
- Volkswagen Vento/Polo Sedã (2010–2022).
- Fusca (2011–2019).
- Volkswagen Up (2011–2023).
- Volkswagen Passat NMS (2011–2022).
- Volkswagen Novo Jetta (2013–2020).
- Volkswagen Golf Sportsvan (2014–2020).
- Volkswagen SpaceCross (2014–2019).
- Volkswagen XL1 (2015–2016).
- Volkswagen C Trek (2016–2018).
- Volkswagen Ameo (2016–2020).
- Volkswagen Phideon (2016–2023).
- Volkswagen Tiguan Allspace (2018–2024).
- Volkswagen Polo (Rússia) (2020–2022).

## Motores Volkswagen
- Lista de motores do Grupo Volkswagen